# A Dunaferr SE 2002–2003-as szezonja
A Dunaferr SE 2002–2003-as szezonja szócikk a Dunaferr SE első számú férfi labdarúgócsapatának egy szezonjáról szól.

## Mérkőzések
| Színmagyarázat | Színmagyarázat |
| -------------- | -------------- |
|                | Győzelem.      |
|                | Döntetlen.     |
|                | Vereség.       |

### Borsodi Liga 2002–03

#### Őszi fordulók
| 1. forduló 2002. július 27. |

| Dunaferr SE                                    | 3 – 1   | Újpest                                 |
| ---------------------------------------------- | ------- | -------------------------------------- |
| Bagoly 51' 72' Jäkl 90+4' Éger 48' Lengyel 69' | (0 – 1) | Tamási 39' 46' Rósa H. 51' Szélesi 87' |

| Dunaújváros Nézőszám: 3 220 Játékvezető: Kassai Viktor (magyar) |

| 2. forduló 2002. augusztus 3. |

| Debreceni VSC                                      | 3 – 2   | Dunaferr SE                         |
| -------------------------------------------------- | ------- | ----------------------------------- |
| Böőr 29' Șumudică 41' 90+3' Selymes 87' Sándor 90' | (2 – 1) | Horváth 2' Drobnjak 61' Lengyel 47' |

| Oláh Gábor utcai stadion, Debrecen Nézőszám: 7 000 Játékvezető: Megyebíró János (magyar) |

| 3. forduló 2002. augusztus 10. |

| Dunaferr SE                       | 1 – 2   | Győri ETO                    |
| --------------------------------- | ------- | ---------------------------- |
| Bükszegi 71' Rósa 40' Sowunmi 68' | (0 – 0) | Németh 56' Nyicsenko 60' 60' |

| Dunaújváros Nézőszám: 4 000 Játékvezető: Sápi Csaba (magyar) |

| 4. forduló 2002. augusztus 18. |

| Dunaferr SE                          | 3 – 3   | Zalaegerszegi TE                                  |
| ------------------------------------ | ------- | ------------------------------------------------- |
| Alex 19' 82' Horváth 25' Lengyel 59' | (2 – 1) | Ljubojević 16' Egressy 53' Faragó 64' Szamosi 26' |

| Dunaújváros Nézőszám: 2 500 Játékvezető: Kassai Viktor (magyar) |

| 5. forduló 2002. augusztus 24. |

| Dunaferr SE                                       | 2 – 2               | Ferencváros                                     |
| ------------------------------------------------- | ------------------- | ----------------------------------------------- |
| Alex 29' Éger 89' (11-esből) Sowunmi 44' Bita 82' | (1 – 0) Jegyzőkönyv | Lipcsei 69' 90+1' Tököli 81' Gera 35' Kapič 89' |

| Dunaújváros Nézőszám: 6 000 Játékvezető: Dubraviczky Attila (magyar) |

| 6. forduló 2002. augusztus 31. |

| Siófok FC                           | 2 – 0   | Dunaferr SE |
| ----------------------------------- | ------- | ----------- |
| Filipović 53' Usvat 73' Schultz 78' | (0 – 0) | Lengyel 53' |

| Révész Géza utcai stadion, Siófok Nézőszám: 2 500 Játékvezető: Világi Balázs (magyar) |

| 7. forduló 2002. szeptember 14. |

| Dunaferr SE           | 1 – 3   | Kispest–Honvéd                                       |
| --------------------- | ------- | ---------------------------------------------------- |
| Alex 20' Bükszegi 67' | (1 – 3) | Torghelle 2' Hercegfalvi 4' Piroska 39' 42' Vass 33' |

| Dunaújváros Nézőszám: 3 000 Játékvezető: Hanacsek Attila (magyar) |

| 8. forduló 2002. szeptember 21. |

| Előre FC Békéscsaba                   | 1 – 3   | Dunaferr SE                |
| ------------------------------------- | ------- | -------------------------- |
| Miculescu 60' Grujić 44' Udvari 90+2' | (0 – 1) | Lengyel 25' Alex 67' 90+3' |

| Kórház utcai stadion, Békéscsaba Nézőszám: 3 000 Játékvezető: Kiss Béla (magyar) |

| 9. forduló 2002. szeptember 28. |

| Dunaferr SE | 1 – 0   | FC Sopron   |
| ----------- | ------- | ----------- |
| Lengyel 61' | (0 – 0) | Tóth A. 38' |

| Dunaújváros Nézőszám: 2 000 Játékvezető: Drucskó János (magyar) |

| 10. forduló 2002. október 5. |

| Dunaferr SE | 0 – 0   | Videoton                                    |
| ----------- | ------- | ------------------------------------------- |
| Alex 80'    | (0 – 0) | Némedi 25' Pomper 29' Tóth B. 50' Dvéri 62' |

| Dunaújváros Nézőszám: 2 000 Játékvezető: Solymosi Péter (magyar) |

| 11. forduló 2002. október 19. |

| MTK Hungária                                                                               | 5 – 1   | Dunaferr SE          |
| ------------------------------------------------------------------------------------------ | ------- | -------------------- |
| Zavadszky 7' 48' Rednic 19' Illés 63' Ferenczi 69' Jezdimirović 24' Füzi 35' Smiljanić 79' | (2 – 0) | Balaskó 61' Kiss 64' |

| Hidegkuti Nándor Stadion, Budapest Nézőszám: 1 500 Játékvezető: Hanacsek Attila (magyar) |

| 12. forduló 2002. október 26. |

| Újpest                                         | 2 – 1   | Dunaferr SE                            |
| ---------------------------------------------- | ------- | -------------------------------------- |
| Kovács 7' Tokody 34' 90+3' Kunzo 27' Posza 45' | (2 – 0) | Sowunmi 49' Bita 7' Éger 73' Buzás 74' |

| Megyeri út, Budapest Nézőszám: 1 500 Játékvezető: Sápi Csaba (magyar) |

| 13. forduló 2002. november 2. |

| Dunaferr SE                                   | 2 – 2   | Debreceni VSC                         |
| --------------------------------------------- | ------- | ------------------------------------- |
| Kiss Gy. 54' Buzás 82' Balaskó 10' Zováth 74' | (0 – 1) | Kiss Z. 41' Máté 90+4' Flávio Pim 82' |

| Dunaújváros Nézőszám: 600 Játékvezető: Ábrahám Attila (magyar) |

| 14. forduló 2002. november 9. |

| Győri ETO  | 1 – 0   | Dunaferr SE                         |
| ---------- | ------- | ----------------------------------- |
| Szanyó 40' | (1 – 0) | Sowunmi 34' Salamon 66' Kóczián 85' |

| Rába ETO Stadion, Győr Nézőszám: 800 Játékvezető: Bede Ferenc (magyar) |

| 15. forduló 2002. november 16. |

| Zalaegerszegi TE                                 | 2 – 1   | Dunaferr SE                                   |
| ------------------------------------------------ | ------- | --------------------------------------------- |
| Urbán 34' Kenesei 80' 74' Molnár 13' Szamosi 38' | (1 – 1) | Lengyel 38' 89' Zováth 34' Kiss 50' Medić 79' |

| ZTE Aréna, Zalaegerszeg Nézőszám: 5 000 Játékvezető: Dubraviczky Attila (magyar) |

| 16. forduló 2002. november 23. |

| Ferencváros                    | 3 – 0               | Dunaferr SE                  |
| ------------------------------ | ------------------- | ---------------------------- |
| Tököli 70' 90+3' Lipcsei 90+2' | (0 – 0) Jegyzőkönyv | Bükszegi 64' Zováth 67′, 85′ |

| Üllői út, Budapest Nézőszám: 5 603 Játékvezető: Makai János (magyar) |

| 17. forduló 2002. november 30. |

| Dunaferr SE              | 0 – 0   | Siófok FC                |
| ------------------------ | ------- | ------------------------ |
| Bükszegi 57' Kóczián 71' | (0 – 0) | Kovács 11' Gaál 21′, 43′ |

| Dunaújváros Nézőszám: 1 120 Játékvezető: Világi Balázs (magyar) |

#### Tavaszi fordulók
| 18. forduló 2003. március 7. |

| Kispest–Honvéd      | 1 – 0   | Dunaferr SE        |
| ------------------- | ------- | ------------------ |
| Sasu 60' Pandur 55' | (0 – 0) | Rozsi 10' Zsók 79' |

| Bozsik József Stadion, Budapest Nézőszám: 4 000 Játékvezető: Juhos Attila (magyar) |

| 19. forduló 2003. március 12. |

| Dunaferr SE                  | 3 – 0   | Előre FC Békéscsaba        |
| ---------------------------- | ------- | -------------------------- |
| Drobnjak 34' 43' Nikolov 61' | (2 – 0) | Kovács 39' Szilveszter 39' |

| Dunaújváros Nézőszám: 3 000 Játékvezető: Sápi Csaba (magyar) |

| 20. forduló 2003. március 15. |

| FC Sopron                                | 4 – 1   | Dunaferr SE                      |
| ---------------------------------------- | ------- | -------------------------------- |
| Somogyi 35' 84' Balaskó 39' Javrujan 58' | (2 – 1) | Nikolov 17' Pintér 44' Vaskó 83' |

| Káposztás utcai Stadion, Sopron Nézőszám: 2 400 Játékvezető: Szabó Róbert (magyar) |

| 21. forduló 2003. március 22. |

| Videoton                                                        | 3 – 0   | Dunaferr SE |
| --------------------------------------------------------------- | ------- | ----------- |
| Korsós 6' Terjék 39' Pomper 70' Kóczián 5' Róth 81' Tóth N. 86' | (2 – 0) | Zsók 20'    |

| Sóstói Stadion, Székesfehérvár Nézőszám: 4 000 Játékvezető: Világi Balázs (magyar) |

| 22. forduló 2003. április 5. |

| Dunaferr SE                                         | 3 – 3   | MTK Hungária                                                   |
| --------------------------------------------------- | ------- | -------------------------------------------------------------- |
| Lengyel 45' 90+2' Nikolov 61' Klement 41' Vaskó 76' | (1 – 3) | Illés 10' 30' 33' Zavadszky 15' Juhász 13' Molnár 26' Pető 83' |

| Dunaújváros Nézőszám: 2 000 Játékvezető: Dubraviczky Attila (magyar) |

| 23. forduló (rájátszás) 2003. április 12. |

| FC Sopron                         | 1 – 1   | Dunaferr SE |
| --------------------------------- | ------- | ----------- |
| Javrujan 40' Fehér 74' Bagoly 84' | (1 – 0) | Lengyel 69' |

| Káposztás utcai Stadion, Sopron Nézőszám: 1 900 Játékvezető: Kassai Viktor (magyar) |

| 24. forduló (rájátszás) 2003. április 19. |

| Dunaferr SE | 0 – 4   | Előre FC Békéscsaba                                                    |
| ----------- | ------- | ---------------------------------------------------------------------- |
|             | (0 – 1) | Vincze 16' Kovács 56' Tóth 68' 80' Bánföldi 7' Schindler 40' Fehér 84' |

| Dunaújváros Nézőszám: 2 000 Játékvezető: Drucskó János (magyar) |

| 25. forduló (rájátszás) 2003. április 23. |

| Dunaferr SE                                                     | 2 – 3   | Zalaegerszegi TE                                                |
| --------------------------------------------------------------- | ------- | --------------------------------------------------------------- |
| Drobnjak 9' Lengyel 23' Zsók 55′, 79′ Nikolov 68' Lengyel 90+1' | (2 – 2) | Szabó 20' Kenesei 25' 47' Csóka 23' Szamosi 33' Koplárovics 58' |

| Dunaújváros Nézőszám: 1 500 Játékvezető: Dubraviczky Attila (magyar) |

| 26. forduló (rájátszás) 2003. április 26. |

| Videoton                                                                                       | 4 – 0   | Dunaferr SE        |
| ---------------------------------------------------------------------------------------------- | ------- | ------------------ |
| Szabó 11' Korsós 13' Pomper 45' Magasföldi 90' Tóth B. 34' Tóth N. 56' Paleikov 71' Ristić 84' | (3 – 0) | Rozsi 45' Nyúl 50' |

| Sóstói Stadion, Székesfehérvár Nézőszám: 1 000 Játékvezető: Erdős József (magyar) |

| 27. forduló (rájátszás) 2003. április 16. |

| Dunaferr SE  | 1 – 3   | Kispest–Honvéd                                              |
| ------------ | ------- | ----------------------------------------------------------- |
| Drobnjak 45' | (1 – 1) | Hercegfalvi 15' Torghelle 69' Pintér 86' (öngól) Hrutka 53' |

| Dunaújváros Nézőszám: 1 500 Játékvezető: Szarka Zoltán (magyar) |

- Előrehozott mérkőzés.

| 28. forduló (rájátszás) 2003. május 10. |

| Dunaferr SE                        | 1 – 2   | FC Sopron                            |
| ---------------------------------- | ------- | ------------------------------------ |
| Nikolov 38' Bükszegi 50' Vaskó 86' | (1 – 0) | Javrujan 75' Balaskó 79' Tóth A. 17' |

| Dunaújváros Nézőszám: 1 000 Játékvezető: Solymosi Péter (magyar) |

| 29. forduló (rájátszás) 2003. május 14. |

| Előre FC Békéscsaba                            | 2 – 0   | Dunaferr SE             |
| ---------------------------------------------- | ------- | ----------------------- |
| Miculescu 9' Fehér 16' Udvari 71' Hoffmann 90' | (2 – 0) | Lengyel 18' Nikolov 39' |

| Kórház utcai stadion, Békéscsaba Nézőszám: 3 000 Játékvezető: Sápi Csaba (magyar) |

| 30. forduló (rájátszás) 2003. május 17. |

| Zalaegerszegi TE                                                               | 4 – 1   | Dunaferr SE       |
| ------------------------------------------------------------------------------ | ------- | ----------------- |
| Kenesei 13' 83' Gyánó 29' 90+2' Szamosi 27' Ljubojević 54' Nagy 56' Vincze 90' | (2 – 1) | Nyúl 19' Zsók 36' |

| ZTE Aréna, Zalaegerszeg Nézőszám: 2 000 Játékvezető: Saskőy Szabolcs (magyar) |

| 31. forduló (rájátszás) 2003. május 24. |

| Dunaferr SE                          | 2 – 2   | Videoton                                 |
| ------------------------------------ | ------- | ---------------------------------------- |
| Lengyel 21' Nikolov 66' 16' Nyúl 69′ | (1 – 0) | Vochin 59' Róth 86' Dvéri 35' Földes 47' |

| Dunaújváros Nézőszám: 1 500 Játékvezető: Kiss Béla (magyar) |

| 32. forduló (rájátszás) 2003. május 31. |

| Kispest–Honvéd                                             | 4 – 1   | Dunaferr SE  |
| ---------------------------------------------------------- | ------- | ------------ |
| Tamási 16' (öngól) Erős 23' 50' Hercegfalvi 60' Kaszás 64' | (2 – 0) | Bükszegi 87' |

| Bozsik József Stadion, Budapest Nézőszám: 1 870 Játékvezető: Kassai Viktor (magyar) |

#### A végeredmény (Alsóház)
| #  | Csapat               | J  | Gy | D | V  | Rg | Kg | Gk  | P  | Megjegyzés             |
| -- | -------------------- | -- | -- | - | -- | -- | -- | --- | -- | ---------------------- |
| 7  | Zalaegerszegi TE FC  | 32 | 15 | 8 | 9  | 62 | 49 | +13 | 53 |                        |
| 8  | Videoton FC Fehérvár | 32 | 11 | 7 | 14 | 46 | 41 | +5  | 40 | 2003-as Intertotó-kupa |
| 9  | MATÁV FC Sopron      | 32 | 9  | 9 | 14 | 47 | 54 | -7  | 36 |                        |
| 10 | Előre FC Békéscsaba  | 32 | 9  | 5 | 18 | 42 | 71 | -29 | 32 |                        |
| 11 | Kispest Honvéd FC    | 32 | 8  | 5 | 19 | 43 | 66 | -23 | 29 | Kiesett az NB I/B-be   |
| 12 | Dunaferr SE          | 32 | 4  | 8 | 20 | 37 | 72 | -35 | 20 | Kiesett az NB I/B-be   |

## Külső hivatkozások
- A csapat hivatalos honlapja